# Namrata Singh Gujral
Namrata Singh Gujral, née le 26 février 1976 à Dharamsala en Inde, est une actrice et une productrice américaine, d'origine indienne.

## Filmographie
La filmographie de Namrata Singh Gujral comprend les films et séries télévisées suivants :
- 2017 : 5 Weddings (en) (Productrice)
- 2015 : You Can Thrive! (série télévisée)
- 2014 : American Dream: The True Story (court métrage)
- 2010 : 1 a Minute (en) (Productrice)
- 2009 : Mitsein
- 2007 : Americanizing Shelley (en)
- 2001-2005 : Passions (série télévisée)
- 2004 : Dragnet (série télévisée)
- 2003 : House of Sand and Fog
- 2003 : First Watch
- 2002 : Quantum Redshift (jeu vidéo)
- 2002 : Kaante
- 2001-2002 : Espions d'État (série télévisée)
- 2001 : Associées pour la loi (série télévisée)
- 2001 : Training Day

## Source de la traduction
- (en) Cet article est partiellement ou en totalité issu de l’article de Wikipédia en anglais intitulé « Namrata Singh Gujral » (voir la liste des auteurs).